# ASYLUM (バンド)
ASYLUM（アサイラム）は、日本のロックバンド。

## 概要
1985年、ボーカルのGazelle（ガゼル）を中心に結成。
1980年代のアンダーグラウンド・シーンを駆け抜け、1989年にビクターレコードからメジャー・デビュー。数々の作品を残し、カリスマ的なポジションに位置付けられていた。のちのヴィジュアル系と呼ばれるバンドに影響を与えた。

## 現在のメンバー
- Gazelle(Voice)
- HIROSHI（Guitar）- ex.ゲンドウミサイル,TRASH, etc
- KANNO(Drum) - COALTAR OF THE DEEPERS,DEMONS

## 元メンバー
- Chelsea（Guitar） - PAINT BOX,ex.DEATH SIDE
- 乱倫（Drum） - ex.DEATH SIDE
- KIBA（Bass） - ex.DEATH SIDE
- Aki（Guitar）
- MITSU（Drum）
- 有賀正幸（Bass）
- ヒロシ（Guitar）- ex.ゲンドウミサイル,TRASH, etc
- ヤマジカズヒデ（Guitar）- DIP
- PILL（Drum） - HEAD RUSH,ex.LIP CREAM
- MIWA（Guitar）
- NOBORU（Bass） - ex.VIRUS
- TETSU（Guitar） - ex.Kneuklid Romance
- Atsushi Hatta（Bass） - ex.DEEP,HATE HONEY
- KOJI(Guitar) - COALTAR OF THE DEEPERSサポート,ex.COCOBAT,SHELLSHOCK
- しゃあみん(Bass) - マリア観音,吉原炎上他

## バイオグラフィー
1985年
- Gazelle(Vo.)、Chelsea(Gr.)、乱倫(Dr.)、KIBA(Ba.)というラインナップで結成された。
直後にメンバーチェンジし、AKI(Gr.)、有賀正幸(b)、岸沢(dr)が加入した。

1986年
- LOVELY CHAOS RECORDSより、1stソノシート『ASYLUM』をリリース。
TRANS RECORDSから、EP『OUT IN THE STREETS』をリリース、V.A 『N.G』に参加。

1987年
- TRANS RECORDSから、V.A 『N.G2』、『N.G LIVE』に参加。
1stアルバム『CRYSTAL DAYS』をリリース。インディーズ・チャート1位を軒並み獲得した。

1988年
- TRANS RECORDSから『NOTHIN' TO BE A FRIEND』をリリース。
ヒロシ(Gr.)が加入し5人編成に。

1989年
- VICTOR RECORDSよりメジャーデビュー。アルバム『ASYLUM』リリース。ビデオV.A『原始』に参加。
Akiが脱退し、ヤマジカズヒデが加入。

1990年
- VICTOR RECORDSより3rdアルバム 『THE PIECE OF THE FOOLS』をリリース。
Gazelle以外のメンバーが全員脱退し、活動を休止する。

1991年
- Gazelle(Vo.)、PILL(Dr.)、NOBORU(b.)、MIWA(Gr.)のラインナップで活動再開。

1992年
- MIWAが脱退し、ゲストギターにZIGYAKU(JUDGEMENT)、HIROSHIを迎え、4thアルバム『BLIND EYES』リリース。
Gazelleが脱退し、ASYLUM解散、Gazelleソロ活動がスタートする。V.A 『GALAX 4』（SSE COMMUNICATIONS）に参加。

1993年
- V.A 『BRAIN TRASH』（BGM ビクター）に参加。

1994年
- Gazelleソロ活動。

1995年
- V.A 『N.O.S』（SSE COMMUNICATIONS）参加

2000年
- ASYLUM再結成

2001年
- メンバー脱退に伴い、ASYLUM活動休止。

2002年
- Gazelle(Vo.)、Ucchi(Gr.PSY-DOLL)、タチバナユウ(ex.WALT FALL)によるユニット『QUILLION SLEIGH』がデビュー。
ゲストにリチャード・ドレイシー(Dr.)、砂漠の蘭(b.)を加え、ミニアルバム『キリオンスレイの挨拶』(千リラチラリ)をリリース。
Gazelle初のソロアルバム『lost rabbit and clouds』リリース。

2006年
- Gazelle(Vo.,ag,pf)、KOJI(Gr.)、Atsushi Hatta(Ba.)、KANNO(Dr.)のラインナップで復活。

2007年
- 『CRYSTAL DAYS』『NOTHIN' TO BE A FRIEND』のリマスター盤が発売。

2008年
- Hattaが脱退し、しゃあみん（Ba.）が加入。

2016年
ASYLUM再結成
- 再度HIROSHIが加入。

2025年
- Gazelleが高血圧性心疾患による心不全のため、1月24日に死去。

## ディスコグラフィー

### アルバム
1. CRYSTAL DAYS
（1987年）- TRANS RECORDS（TRANS-21）
（1989年）- J.A.P. RECORDS（JPD-402）
（1993年）- SSE COMMUNICATIONS（SSE-8012）
（2007年）- STILL LIFE RECORDS（SL-1002）
2. FAREWELL(to Lovely…)（1992年）- SSE COMMUNICATIONS（SSE-8004）
3. ASYLUM（1989年）- VICTOR RECORDS（VDR-1605・VIH-28366）
4. THE PIECE OF THE FOOLS（1989年）- VICTOR RECORDS（VICL-25）
5. BLIND EYES（1992年）- UK PROJECT（UKCD-1037）
6. AWAKE IN A REVISITED WORLD (2016年10月19日) - Grand Fish/Lab DISKUNION  (GFL1207)

### シングル
1. ASYLUM（1986年）- LOVELY CHAOS RECORD（LCR-002）
2. OUT IN THE STREETS（1986年）- TRANS RECORDS（TRANS-14）
3. Come Togather（1987年）- TRANS RECORDS（TRANS-23）
4. NOTHIN' TO BE A FRIEND
（1988年）TRANS RECORDS（TRANS-31）
（2007年）- STILL LIFE RECORDS（SL-1003）
5. ASYLUM（2007年）- DISK UNION

### 参加作品
1. 乱痴気Aidおむにばす1（1986年）- 胎内（T-008）
Dead Line (Live)
2. HALLO GALLO （1986年）- 修羅
3. NG（1986年、1989年、1993年）
- TRANS RECORDS（TRANS-09）、J.A.P. RECORDS（JPD-406）、SSE COMMUNICATIONS（SSE-8016）
MU EN
4. N.G2（1987年）- TRANS RECORDS（TRANS-18）
Christmas N.G
5. NG LIVE（1987年、1992年）- TRANS RECORDS（TRANS-28）、SSE COMMUNICATIONS（SSE-8007）
Ain’t No Crime
哀願
6. THE GOLDEN DEATHVALLEY（1988年）- VICTOR RECORDS（VIH-16、VDR-9064）
Nothin’to be a friend
Farewell
In your dreams
7. ROCKIN’DEX ’88（1988年）- VICTOR RECORDS（VTM-145）
Ain’t No Crime
8. VOS（1989年、2006年- 宝島社（VOS-0002）、SOLID RECORDS（DVSOL-1105）
Nothin' To Be A Friend
9. TRANS CRAZE （1989年）- WECHSELBALG（WCD-10）
Out In The Streets
White Dreamer
10. RED NIGHT AFFAIR（1989年）- VICTOR RECORDS（VTM-147）
Out In the Streets
Nothin' to be a Friend
Chasing Shadows
Tight Rope
White Dreamer
Farewell
In Your Dreams
Ain’t No Crime
11. 原始（1989年）- VICTOR RECORDS（VTM-200）
Collectors（PV）
12. GALAX 4 （1992年）- SSE COMMUNICATIONS（SSE-4013）Gazelleソロ
Out In The Streets
White Dreamer
13. BRAINTRASH（1993年）- VICTOR RECORDS（BVCR-1402）Gazelleソロ
Night Walk
14. 半透明に替えて下さい～フジヤマ10周年記念ライブ（1994年）- フジヤマ（VOID-18）Gazelleソロ＋奇形児ユニット
15. N.O.S（1995年）- SSE COMMUNICATIONS（NO-001）Gazelleソロ
Missing Pieces

### その他
1. a few happy days go by（1997年）Gazelleソロ
2. キリオン・スレイの挨拶（2002年）QUILLION SLEIGH
3. Gazelle（2002年）Gazelleソロ
4. lost rabbit and clouds（2002年）- STILL LIFE RECORDS（SL-1001）Gazelleソロ

## 参照
1. 1 2 3   BARKS 2010年4月24日
2. ↑  "ASYLUM・Gazelleが死去、高血圧性心疾患による心不全のため". 音楽ナタリー. ナターシャ. 31 March 2025. 2025年3月31日閲覧。